# Belfast
Belfast (irsky Béal Feirste) je město ve Spojeném království a hlavní město Severního Irska. Je zároveň největším městem Severního Irska a provincie Ulster, po Dublinu je druhým největším městem na Irském ostrově. V roce 2015 zde žilo přes 333 000 obyvatel a patřilo tak mezi 15 největších měst Spojeného království. Hlavním městem se stal v roce 1921 po rozdělení Irska. Leží na pobřeží Severního průlivu, který spojuje Irské moře s Atlantským oceánem, 140 km severně od Dublinu.

## Poloha
Leží na východním severoirském pobřeží na hranicích krajů Antrim a Down. Na severu je lemované kopci včetně známého Cavehillu, jenž byl inspirací pro Swiftovy Gulliverovy cesty. Město se nachází blízko ústí řeky Lagan do moře, na jihozápadě dlouhé přírodní zátoky Belfast Lough. To jej činí ideálním městem pro loďařský průmysl, jenž jej proslavil. V době, kdy zde byl postaven Titanic, zde měla společnost Harland & Wolff největší loděnice na světě.
Belfast byl dějištěm největších nepokojů v Severním Irsku. Od uzavření tzv. Belfastské dohody v roce 1998 se však město rozvíjí a probíhají velké přestavby. Mnoho ulic je nyní pěšími zónami. Město má dvě letiště: George Best Belfast City Airport u Belfast Lough a Belfastské mezinárodní letiště poblíž Lough Neagh. Hlavní univerzitou je Královská univerzita v Belfastu, fakultu užitého umění a designu tu však má i Ulsterská univerzita.

## Dějiny

### Prehistorie
Místo na kterém se dnes rozprostírá Belfast bylo osídleno již v době bronzové. Poblíž města leží například pět tisíc let starý tzv. Giant's Ring, v okolních kopcích pak lze stále vidět zbytky hradišť z doby železné.

### Obchodní a průmyslové centrum

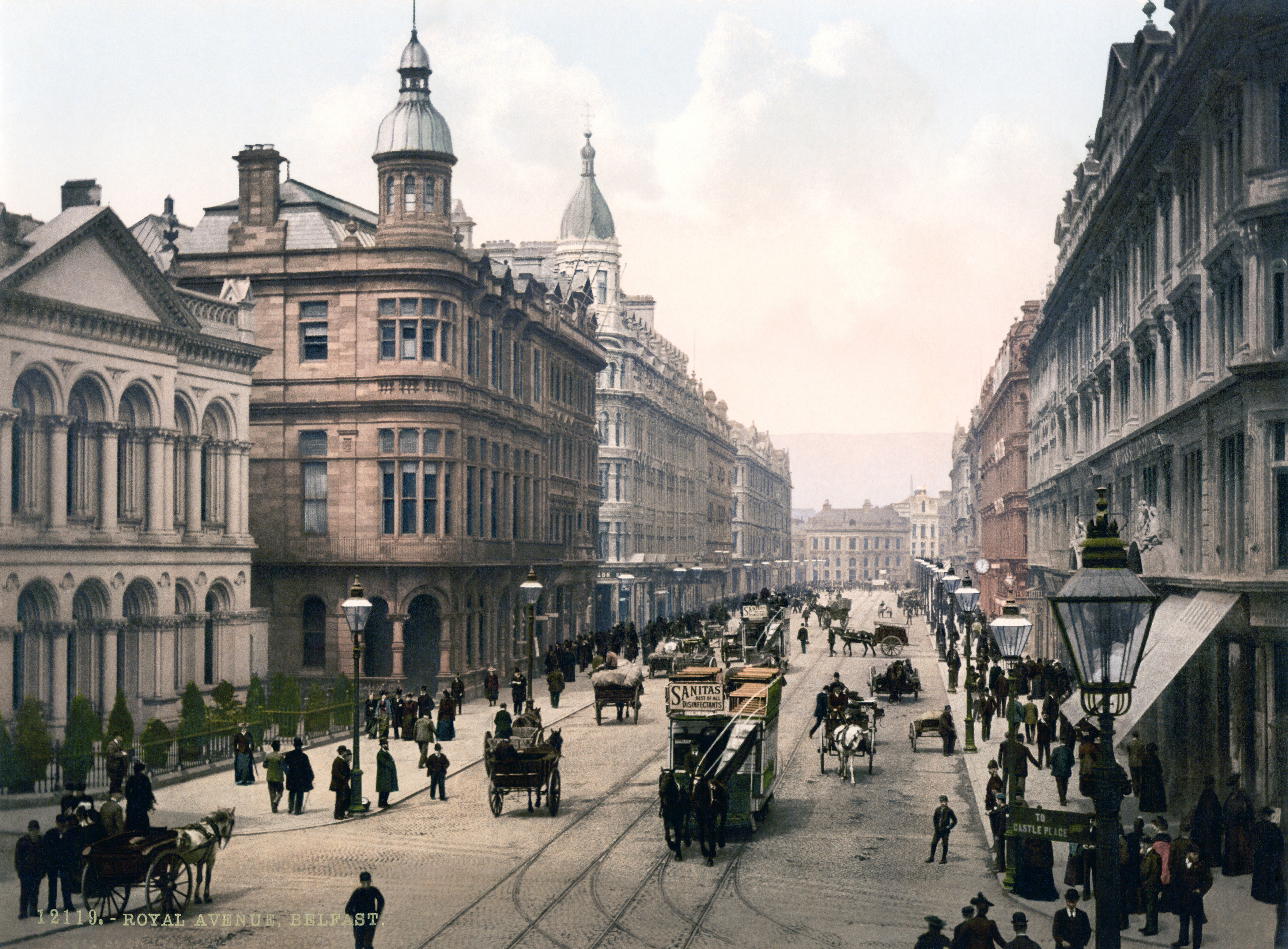
Hlavní třída Belfastu, Royal Avenue v 90. letech 19. století

Velkým městem se Belfast stal v 17. století po osídlení Angličany a Skoty během tzv. Kolonizace Ulsteru (Plantation of Ulster). V 18. a 19. století rozkvetl jako centrum obchodu i průmyslu a stal se předním irským průmyslovým centrem. Rozvíjel se zde především průmysl lnářský, provaznický, tabákový, loďařský a těžkého strojírenství. Na konci devatenáctého století dokonce krátce předstihl i Dublin. Společnosti Harland & Wolff se stala největší loďařskou společností na světě, zaměstnávala více než 35 000 lidí.

### Konflikt
Od rozdělení Irska roku 1920 je hlavním městem Severního Irska. Současně s tím se začaly objevovat náboženské konflikty mezi římskými katolíky a protestanty – mezi nacionalisty a unionisty. K největším násilnostem docházelo mezi roky 1969 a 1990 kdy v některých obdobích přecházely do otevřené občanské války.
Během druhé světové války byl Belfast intenzivně bombardován. Po jediném náletu v roce 1941 tak německé bombardéry zabily asi tisíc lidí a desítky tisíc dalších nechaly bez střechy nad hlavou. Mimo Londýn byl tento nálet nejtragičtějším nočním náletem v Bitvě o Británii.

### Úpadek
Belfastský průmysl začal od roku 1960 upadat, což způsobilo vysokou nezaměstnanost ve městě. V posledních letech však bylo do městské infrastruktury investováno velké množství peněžních prostředků a tak byla v únoru 2006 v Belfastu nezaměstnanost pouhé 4,2 %, což je nižší míra, než ve zbytku Severního Irska i než britský průměr.

### Renesance
I přes špatnou pověst v posledních několika desetiletích je nyní Belfast populární kulturní a turistickou destinací. Podle průzkumu kvality života z roku 2003 jsou obyvatelé Belfastu nejspokojenějšími obyvateli měst Velké Británie.[zdroj?] Stejně jako v jiných částech Severního Irska však Belfast řeší vážné problémy s kriminalitou, zejména v protestantské komunitě severního Belfastu. V roce 2003 tak například částka získaná vyděračskými skupinami dosáhla výše 125 000 000 liber.[zdroj?]

## Kultura

### Rozvoj kultury
Po uzavření Belfastské dohody v roce 1998 se kultura začíná opět rozvíjet. V letech 2004–2005 tak navštívilo různé kulturní akce téměř 1,8 milionů lidí, tedy o 400 000 více než předchozí rok. Tentýž rok se na různých uměleckých aktivitách podílelo 80 000 lidí což je oproti předešlému roku dvojnásobek. Díky relativnímu míru, mezinárodním investicím a propagaci v zahraničí Belfast v letech 2004–2005 navštívilo 5,9 milionů turistů což je více než kdykoliv předtím.

### Kulturní instituce
Ulsterský symfonický orchestr je jedním z hlavních symfonických orchestrů Spojeného království, ve městě se pořádají dva filmové festivaly: Belfastský filmový festival a Belfastský festival v Queen's. Zároveň v zde sídlí vedení BBC Northern Ireland a televizní stanice UTV.
Mezi další kulturní instituce patří:
- Titanic Belfast – moderní výstavní galerie a muzeum
- Ulster Hall – místo konání koncertů
- Lyric Theatre – divadlo, kde svou kariéru začal herec Liam Neeson
- Strand Arts Centre – bývalé kino Strand Cinema (založeno v roce 1935) postavené ve stylu art deco, dnes kulturní centrum[3]
- Northern Ireland Screen – v Belfastu sídlící agentura věnující se podpoře, koordinaci a financování severoirské kinematografie a zahraničních koprodukcí

### Významné budovy

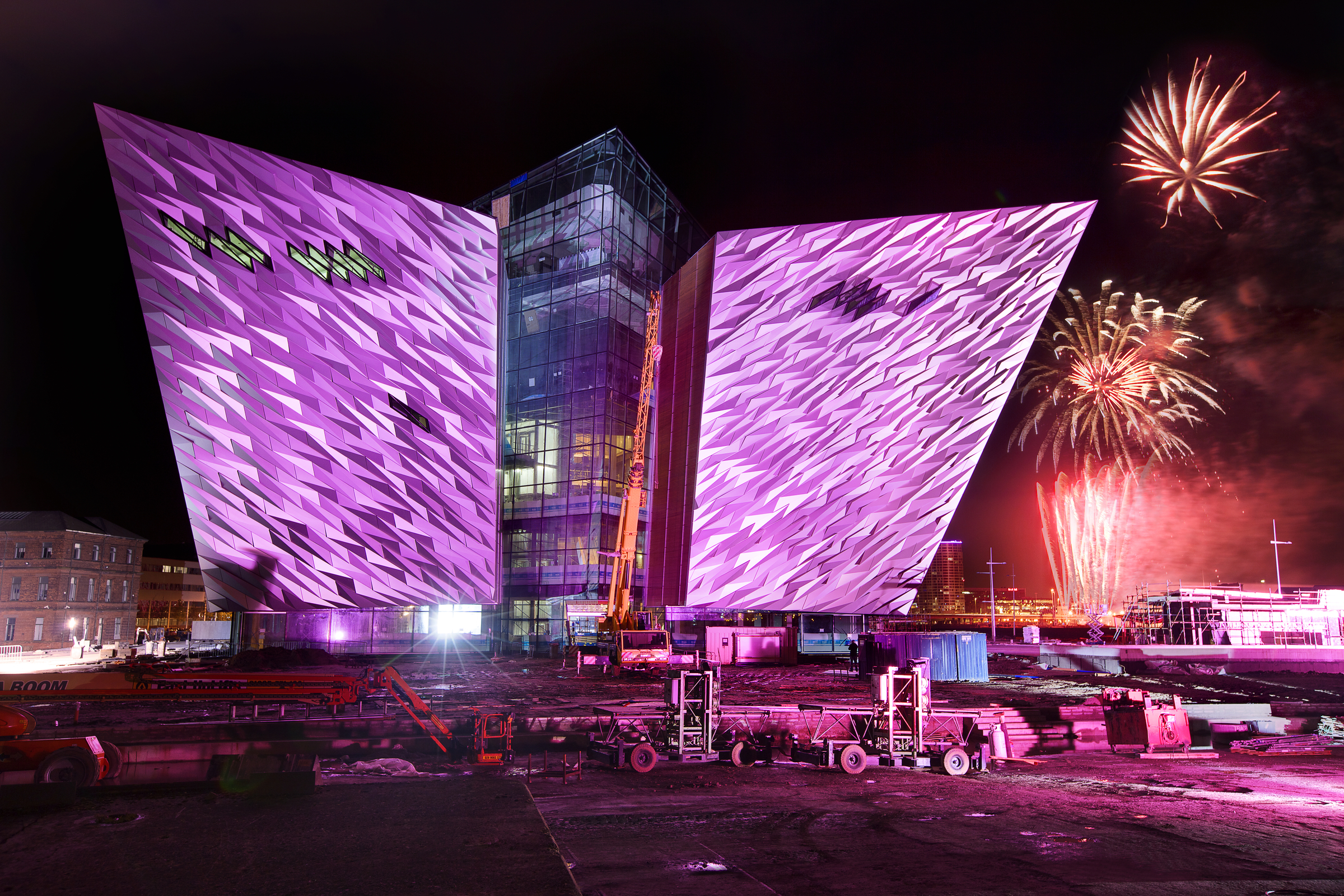
Muzeum Titanic Belfast

V Belfastu jsou k vidění stavby mnoha architektonických stylů. Od starších až po moderní stavby jakou je například koncertní síň Waterfront Hall. Mnoho staveb z viktoriánské éry včetně tzv. Lanyon Building v areálu Královské univerzity v Belfastu bylo navrženo Sirem Charlesem Lanyonem.
Budova Belfastské radnice byla dokončena v roce 1906. Její kupole je vysoká 53 metrů. Mezi další velké budovy města patří Ulsterská banka z roku 1860 a Severní banka z roku 1769. Královský soudní dvůr je sídlem Nejvyššího soudu.
Součástí loděnic je největší světový suchý dok světa a dva obří jeřáby, „Samson“ a „Goliáš“ společnosti Harland a Wolff jež se proslavila stavbou Titanicu.
Ve městě stojí také nejvyšší budova Irska. Windsor House je vysoký 80 metrů a má třiadvacet podlaží. Po dokončení jej ještě převýší Obel Tower ačkoliv v Dublinu jsou již v plánu stavby vyšší. Stavět se začíná i Aurora Tower jež bude vysoká 37 podlaží. Se 109 metry Obel Tower převýší o dalších 28 metrů.
Budova Velké opery byla dokončena roku 1895. Za nepokojů byla několikrát bombardována ale byla obnovena do své původní podoby. Ulster Hall z let 1859–1862 byla původně navržena pro pořádání tanečních zábav, ale nyní je užívána především pro pořádání koncertů a sportovních akcí.

## Slavní rodáci
- William Thomson (1824–1907), matematik, matematický fyzik, inženýr a vynálezceStrand Cinema založené v roce 1935, dnes Strand Arts Centre

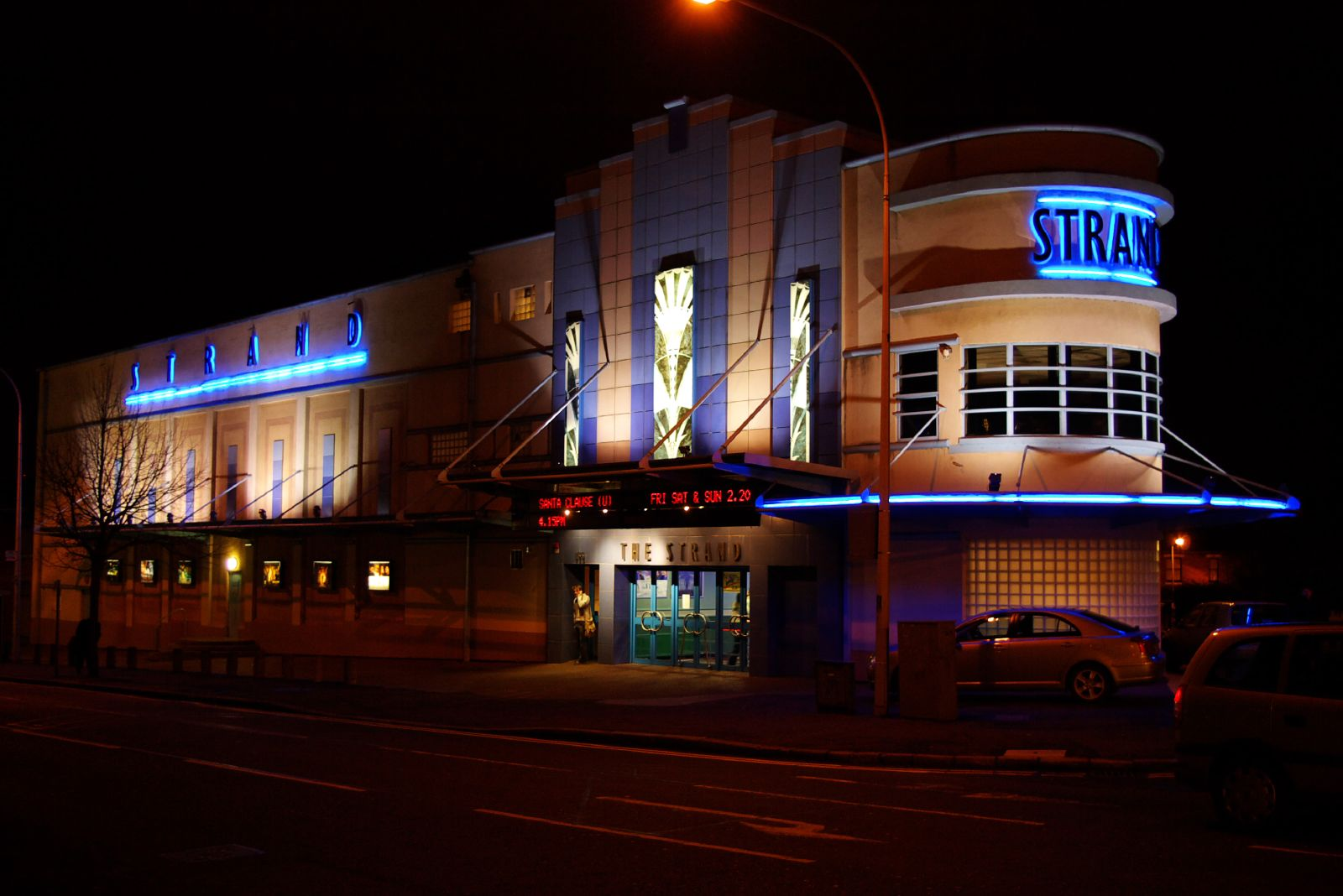
Strand Cinema založené v roce 1935, dnes Strand Arts Centre

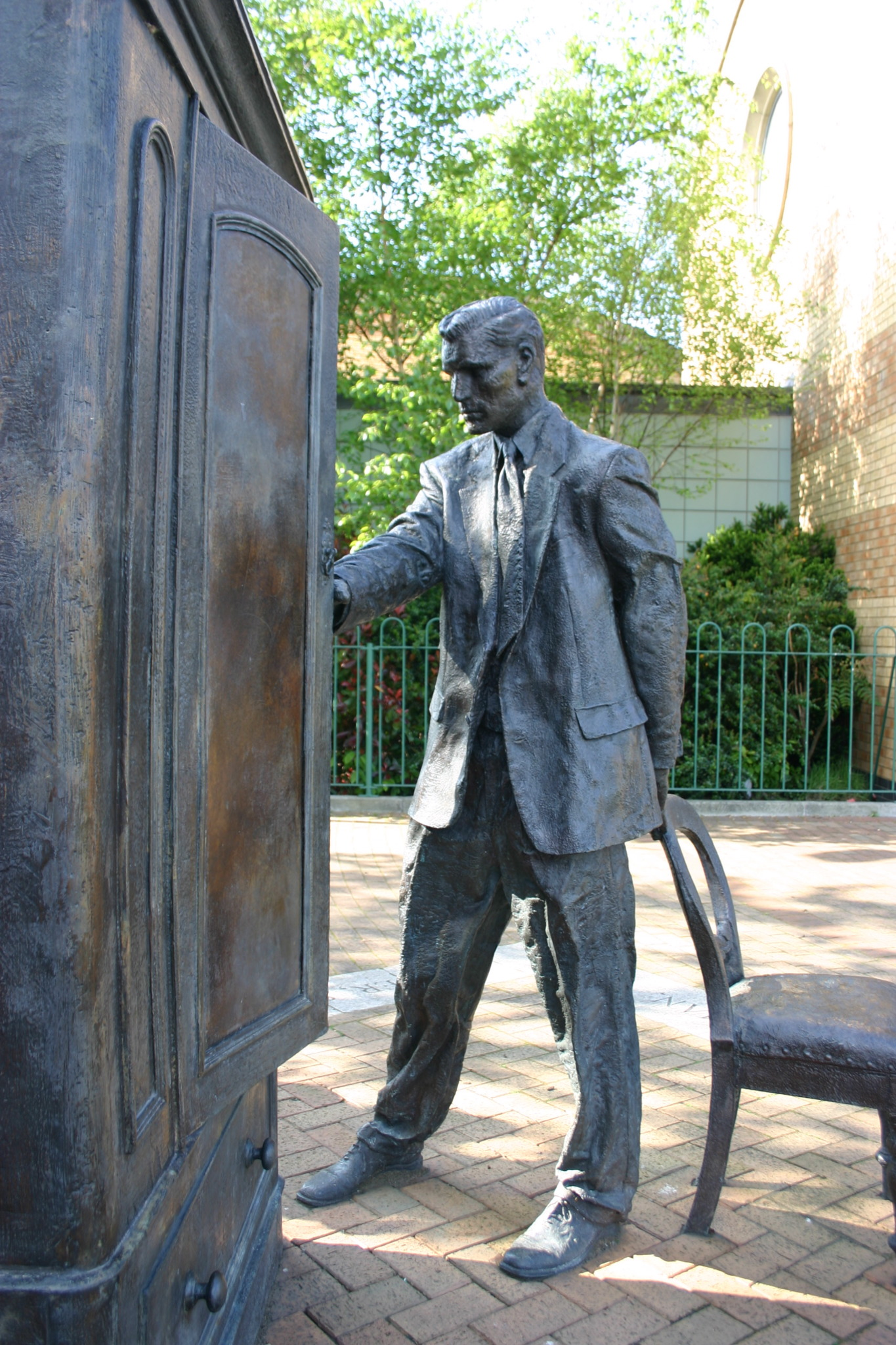
Socha Clive Staples Lewise ve východním Belfastu

- Socha Clive Staples Lewise ve východním BelfastuClive Staples Lewis (1898–1963), spisovatel, autor fantasy série knih Letopisy Narnie
- Chajim Herzog (1918–1997), izraelský generál, diplomat, člen Strany práce a v letech 1983–1993 prezident Izraele
- Betty Williamsová (1943–2020), mírová aktivistka, držitelka Nobelovy ceny za mír za rok 1976
- Mairead Maguireová (* 1944), mírová aktivistka, držitelka Nobelovy ceny za mír za rok 1976
- David Trimble (1944–2022), politik, první britský ministr pro Severní Irsko, držitel Nobelovy ceny míru za rok 1998
- John Watson (* 1946), bývalý automobilový závodník, pilot Formule 1
- George Best (1946–2005), fotbalový útočník, držitel Zlatého míče
- Alex Higgins (1949–2010), profesionální hráč kulečníku, dvojnásobný mistr světa
- Mary McAleeseová (* 1951), právnička, politička, prezidentka Irska v letech 1997–2011
- Ciarán Hinds (* 1957), irský herec
- Kenneth Branagh (* 1960), herec, režisér, scenárista a producent
- Owen Nolan (* 1972), bývalý kanadský hokejista hrající v NHL

## Partnerská města
- Boston, Massachusetts, Spojené státy americké (2014)
- Che-fej, Čína (2005)
- Nashville, Tennessee, Spojené státy americké (1994)
- Šen-jang, Čína (2016)